# Sint-Matthiasmonarch
De Sint-Matthiasmonarch (Myiagra hebetior) is een zangvogel uit de familie Monarchidae (monarchen). De vogel werd in 1924 door Ernst Hartert wetenschappelijk beschreven als aparte soort Monarcha hebetior.

## Kenmerken
De vogel is 15 cm lang. Bij deze soort is er een groot verschil tussen het mannetje en het vrouwtje. De mannetjes van de verschillende soorten van de Bismarck-archipel zijn klein en die zijn allemaal egaal, glanzend zwart. Het vrouwtje van deze soort is van boven roodbruin, met een zwarte kopkap en witte borst en buik.

## Verspreiding en leefgebied
Deze soort is endemisch op de Sint-Matthias-eilanden (in het noorden van de Bismarck-archipel). De leefgebieden van deze vogel liggen in ongerept tropisch regenwoud, maar ook in secundair bos waarin nog bosrestanten met grote bomen, in laagland tot op 700 meter boven zeeniveau.

## Status
Deze monarch heeft een beperkt verspreidingsgebied en daardoor is de kans op uitsterven aanwezig. De grootte van de populatie werd in 2016 door BirdLife International geschat op 2500-10.000 volwassen individuen. De populatie-aantallen nemen af door habitatverlies en de introductie van invasieve exotische dieren. Om deze redenen staat deze soort als kwetsbaar op de Rode Lijst van de IUCN.